# Cmentarz Miejski w Fürth
Cmentarz Miejski w Fürth jest największą nekropolią w tym mieście.
W 1881 roku wzniesiono neorenesansową halę pogrzebową.

## Źródła
- Ratgeber für den Trauerfall. Hrsg. inixmedia GmbH Marketing & Medienberatung Kiel im Auftrag der Stadt Fürth, 1. Auflage, 2015